# Khairāgarh (ort i Indien, Rāj Nāndgaon)
Khairāgarh är en ort i Indien.   Den ligger i distriktet Rāj Nāndgaon och delstaten Chhattisgarh, i den centrala delen av landet, 900 km söder om huvudstaden New Delhi. Khairāgarh ligger 317 meter över havet och antalet invånare är 15 734.
Terrängen runt Khairāgarh är platt. Runt Khairāgarh är det ganska tätbefolkat, med 239 invånare per kvadratkilometer. Khairāgarh är det största samhället i trakten. Omgivningarna runt Khairāgarh är en mosaik av jordbruksmark och naturlig växtlighet.